# William Browne
Pour les articles homonymes, voir Billy Browne et Browne.
William Fraser Browne, né le 29 janvier 1903 à Longford et mort le 23 mai 1931 à Hartley Gr, est un joueur de rugby à XV, qui joue avec l'équipe d'Irlande de 1925 à 1928 évoluant au poste de talonneur.

## Carrière
Il a eu sa première cape internationale à l’occasion d’un test match le 14 février 1925 contre l'équipe d'Angleterre. Son dernier test match fut contre l'équipe d'Écosse le 25 février 1928. William Browne a remporté le Tournoi des cinq nations de 1926 et celui de 1927. 

## Palmarès
- Vainqueur du tournoi des cinq nations en 1926 et 1927

## Statistiques en équipe nationale
- 12 sélections avec l'Irlande
- 1 essai, 3 points
- Sélections par année : 3 en 1925, 2 en 1926, 5 en 1927, 2 en 1928
- Tournois des Cinq Nations disputés: 1925, 1926, 1927, 1928